# Landry et Beyroux

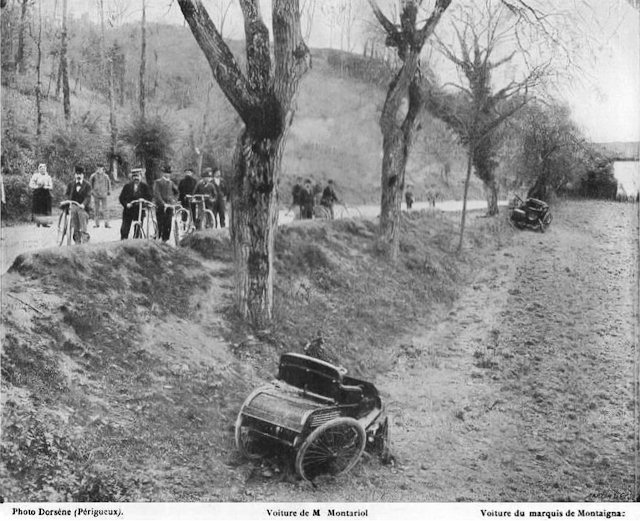
Accident du marquis de Montaignac sur la course Périgueux-Bergerac-Périgueux.

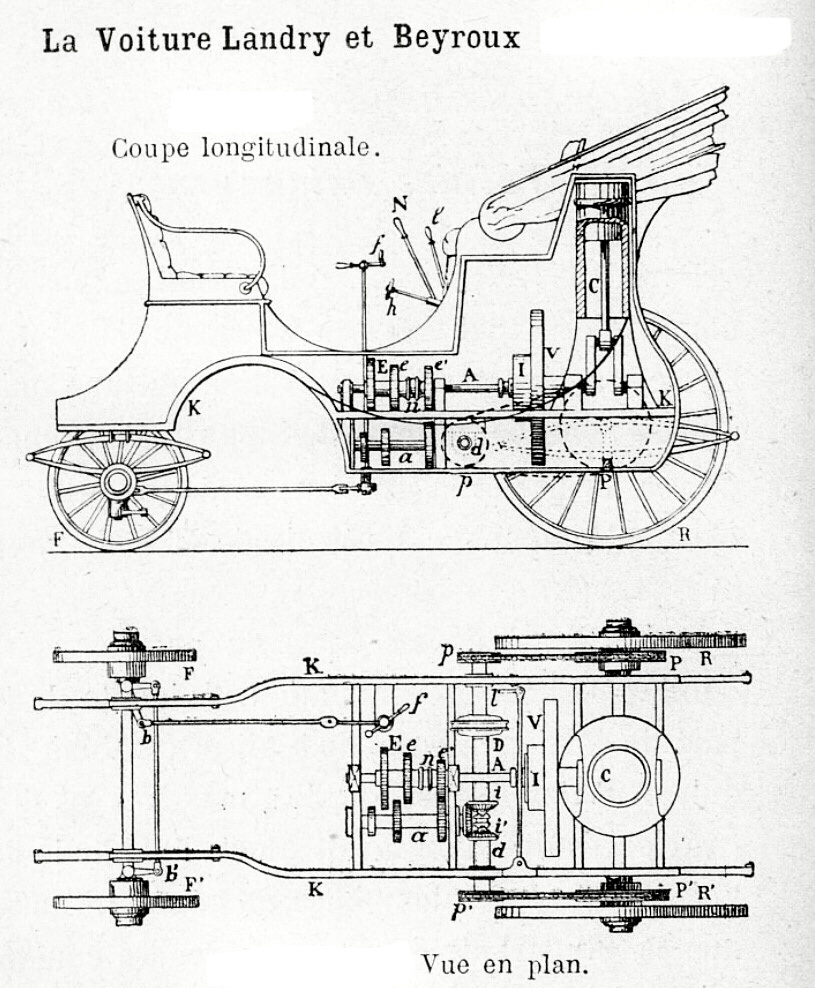
Landry et Beyroux.

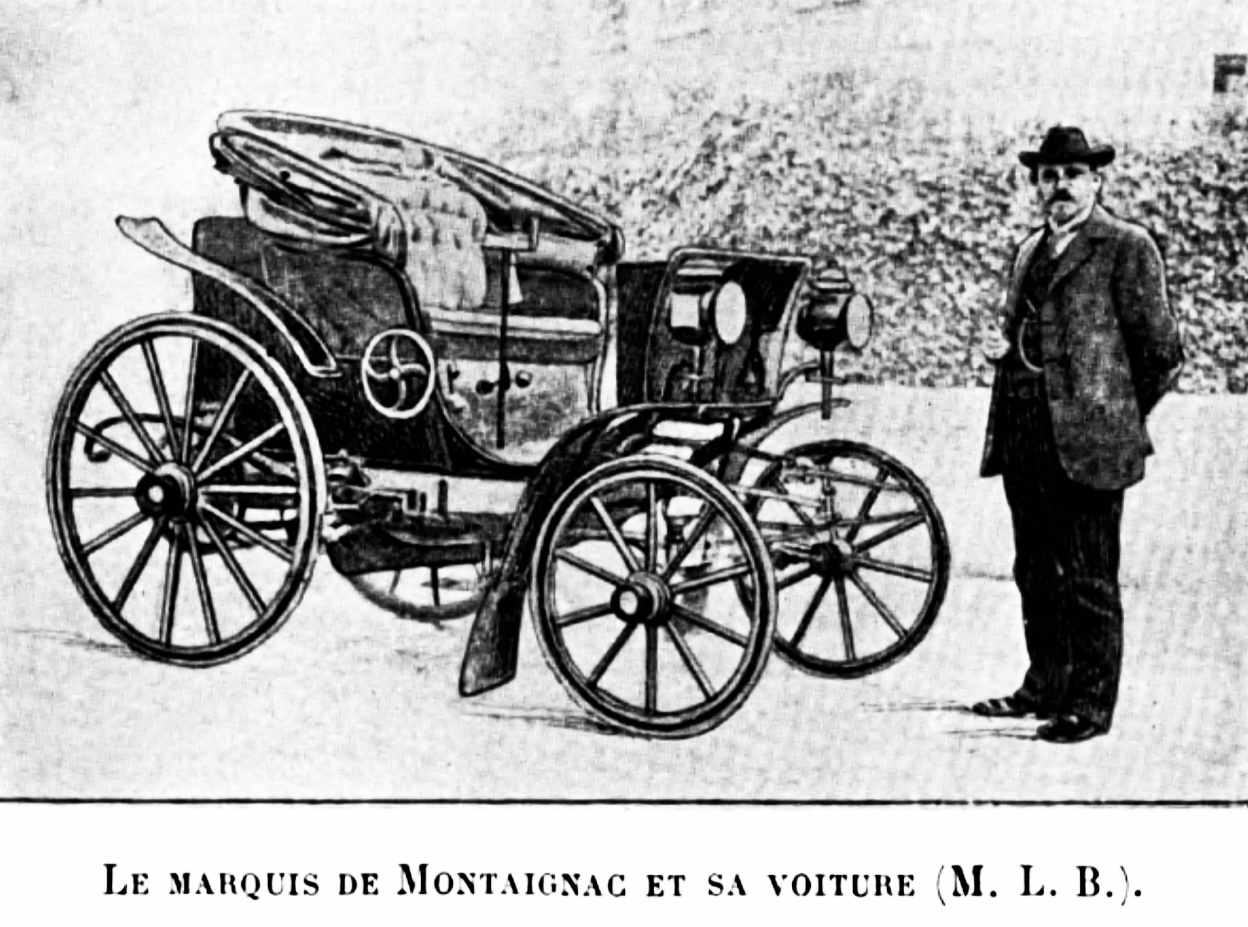
Landry et Beyroux M.L.B. (1898).

Landry et Beyroux (aussi connu sous le nom de Montaignac, Landry et Beyroux ou MLB) est un ancien constructeur automobile français.
Vers 1890, Justin Landry et Gabriel Beyroux[réf. nécessaire] se lancent dans la fabrication d'équipements pour l'automobile, comme Peugeot, De Dion, Panhard ou Benz.
En 1898, ils engagent trois voitures dans la course Périgueux-Bergerac-Périgueux. Au départ de Périgueux, au Saut du Chevalier, l'une de ses voitures, celle conduite par le marquis de Montaignac, est doublée par Monsieur Montariol. Le marquis salue son ami pour le laisser passer, lâche son levier de direction, heurte la voiture de son concurrent, quitte la route, heurte un arbre et se tue. Son ami est, lui, blessé. C'est le premier accident mortel en course de l'histoire,.
Par la suite, Landry se retire et meurt au Tréport.
Landry et Beyroux était également un constructeur de machines à coudre. 